# Monasterio de Santa Clara la Real (Murcia)
El Monasterio de Santa Clara la Real es un conjunto monástico de la orden de las Clarisas situado en la ciudad de Murcia (Región de Murcia, España). Tiene su origen en el siglo XIV, ocupando lo que fue el antiguo Al-Qasr al-Sagir (Alcázar Menor) musulmán del siglo XIII. Es uno de los edificios históricos más importantes de la ciudad al disponer de restos del palacio árabe (los más importantes del arte islámico murciano). El monasterio cuenta también con un claustro y coro góticos, y una iglesia barroca.
Parte del edificio es actualmente el Museo de Santa Clara, mientras que en el ala oeste se sitúa el Centro Cultural Las Claras de CajaMurcia.

## Historia

### Dar As-Sugra(sigloXII)

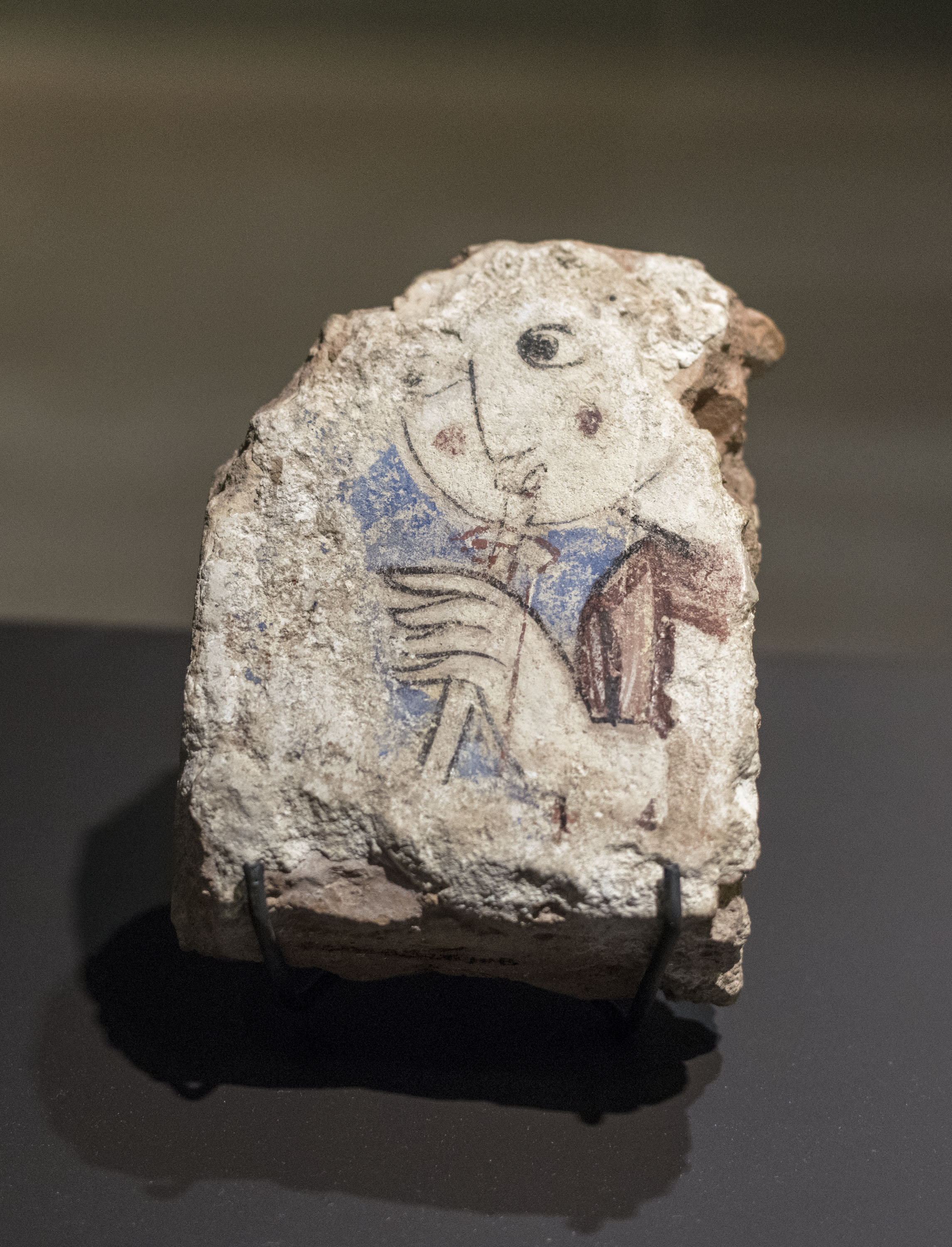
La Flautista, antiguo mocárabe procedente del palacio de Dar As-Sugra que representa a una mujer tocando el mizmar.

Los orígenes de la ocupación de este solar hay que buscarlos en un primigenio palacio construido con anterioridad a 1145, que es cuando se produce la primera referencia escrita del llamado Dar As-Sugra, complejo palacial de recreo situado fuera de las murallas de la medina árabe de Murcia, en la parte norte del arrabal de la Arrixaca; zona residencial con disponibilidad de aguas de la Acequia Mayor Aljufía (que transcurre por el lado sur del monasterio).
Este inmueble tardoalmorávide sería el que el rey taifa Ibn Mardanis (el Rey Lobo) reformaría o reconstruiría durante su reinado (1147-1172), para proporcionarle las dimensiones y riquezas propias de su poder. 
A partir de la conquista almohade de Murcia (1172), se produjo una etapa de abandono del edificio. Los restos arqueológicos de su cúpula de mocárabes evidencian que sus pinturas fueron ocultadas con motivo de la ortodoxia almohade.

### Al-Qasr Al-Sagir(1228-1266)

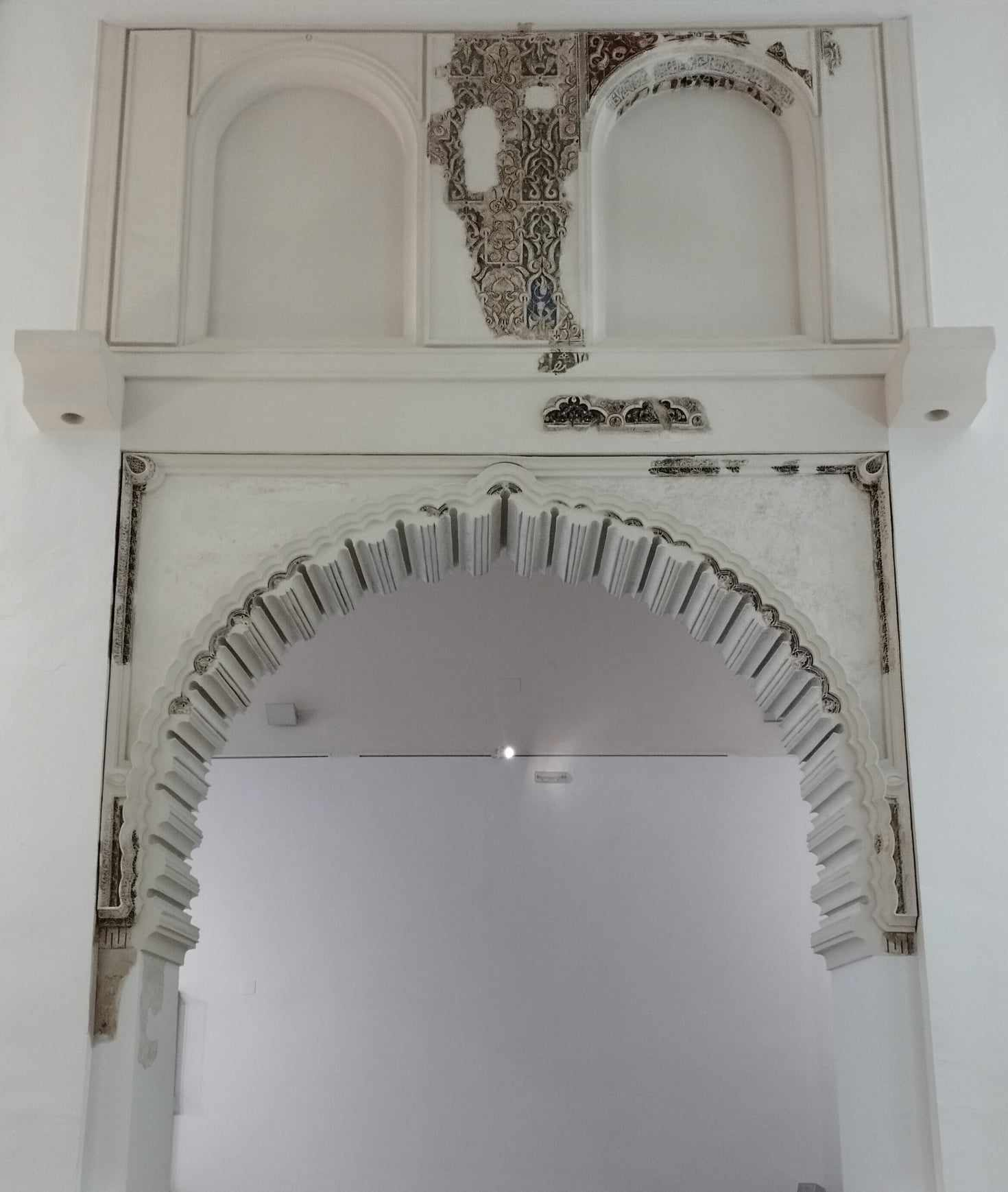
Detalle de los restos de yeserías de la portada del salón norte

Posteriormente, con la creación de la Tercera taifa de Murcia, el rey murciano Ibn Hud al Mutawákkil construyó entre 1228 y 1238, sobre el palacio anterior, el conocido como Al-Qasr al-Sagir (Alcázar Menor), concebido así mismo como un palacio de recreo situado en la referida zona residencial de la Arrixaca. Inmueble que contó con unas dimensiones sensiblemente inferiores a las del edificio precedente.
La mayor parte de los valiosos restos arqueológicos que guarda el conjunto patrimonial actual son del Alcázar Menor, puesto que el monasterio de las clarisas se edificó utilizando la estructura del antiguo Al-Qasr al-Sagir. 
Las posesiones de la familia real musulmana se completaban con el Alcázar Mayor, la residencia oficial del monarca que se encontraba en la zona sur de la ciudad amurallada, ribereño al río Segura.
En 1238, Ibn Hud murió asesinado en Almería. En 1243 se firmó el Tratado de Alcaraz, por el que la Taifa de Murcia se convirtió en un protectorado de la Corona de Castilla, manteniendo la autonomía de los musulmanes. En cumplimiento del tratado, el Alcázar Mayor fue ocupado por una guarnición cristiana por lo que el Alcázar Menor pasó de ser un palacio de recreo a residencia permanente de la familia real murciana, encabezada en aquel momento por Ibn Hud al-Dawla (tío del anterior), que todavía se intitulaba como "rey de Murcia".

### Residencia de los reyes cristianos (1266-1365)
Después de que fuera sofocada la revuelta mudéjar por el rey Jaime I de Aragón y de que la ciudad pasara definitivamente a control cristiano el 2 de febrero de 1266, el Alcázar Menor se convirtió en Casa Real de la monarquía castellana. Personajes tan ilustres como Alfonso X el Sabio, Violante de Aragón y Jaime I de Aragón residieron largas temporadas en sus estancias con ocasión de sus visitas al Reino de Murcia.
En esta época, la finca palatina, que incluía no sólo el palacio sino otras construcciones, baños, huertos y jardines, fue subdividida y entregada a diversos beneficiarios, entre ellos el propio rey de Castilla y su familia, surgiendo el Real de la Reina o la finca del infante Don Fernando entre otros. En ambos espacios residió el rey Jaime I durante su nueva estancia en la ciudad durante 1274.

### Monasterio de clarisas (1365-hoy)
Anteriormente, los monarcas cristianos ya habían cedido a los franciscanos una parte de la finca palatina, pero fue en 1365 cuando Pedro I el Cruel donó sus estancias palaciales a la abadesa Berenguela de Espín y a la Orden de Hermanas Pobres de Santa Clara, manteniéndose en su propiedad hasta nuestros días.

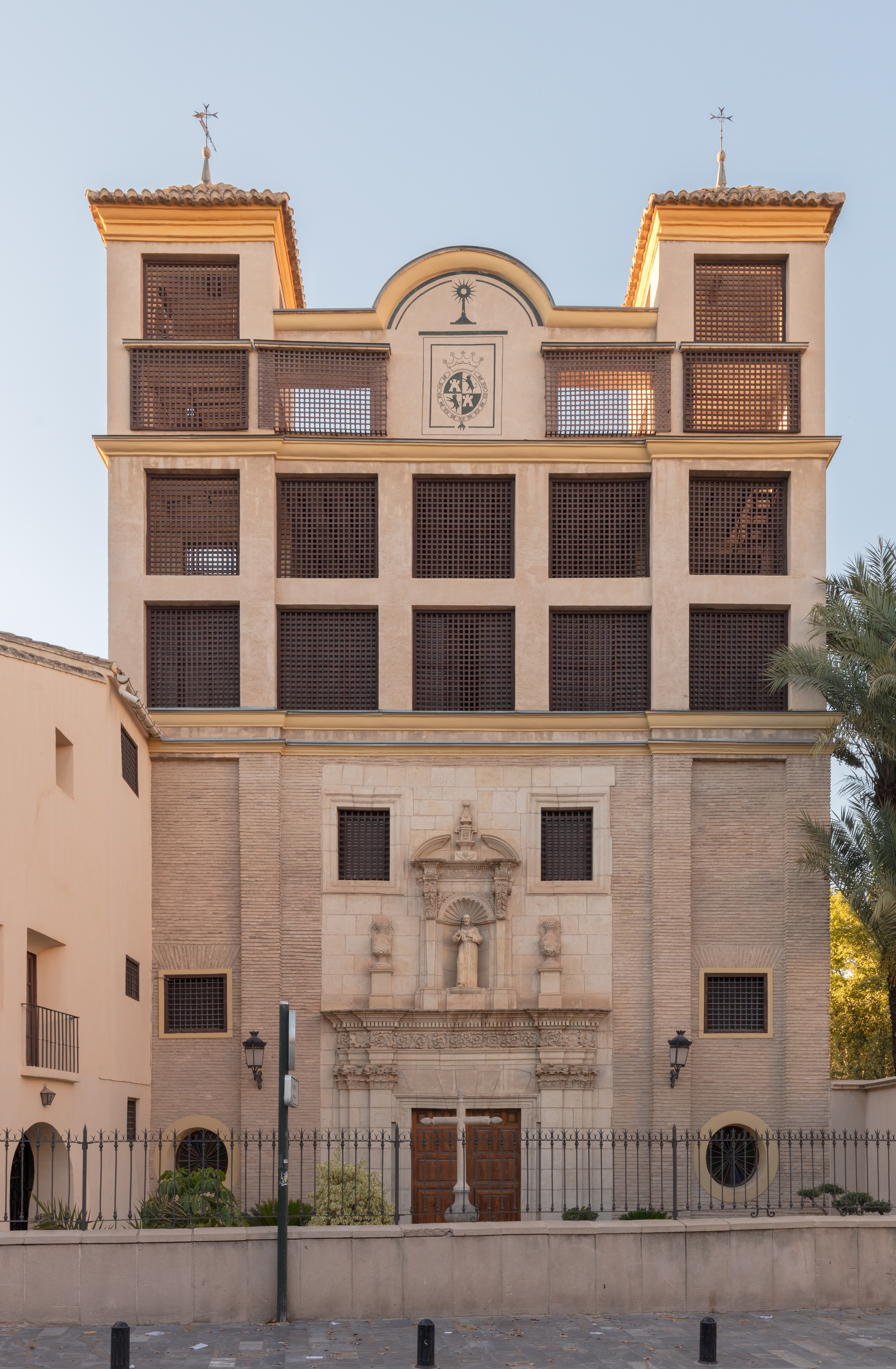
Fachada de la iglesia del Monasterio de Santa Clara la Real, edificada en el.

En 1367 las monjas obtuvieron permiso del obispo Nicolás de Aguilar para acondicionar las estancias (en aquel tiempo ya semi-ruinosas) en convento. El antiguo patio musulmán se convirtió en el centro de la vida conventual, añadiéndole poco a poco las arquerías y las dependencias colaterales.
Superadas las penurias del siglo XIV, el monasterio vivió un momento de esplendor a finales del siglo XV, cuando recibió la protección personal de los Reyes Católicos, por lo que se pudieron acometer las obras del claustro y la iglesia en estilo gótico final.
Durante el siglo XVII se reformaron partes del monasterio destacando la edificación de una nueva iglesia en estilo barroco obra de Melchor de Luzón, conservándose solamente el coro alto del templo gótico anterior. La Iglesia fue redecorada en estilo rococó en el siglo XVIII.
Durante el siglo XX se suceden tiempos difíciles para la comunidad de hermanas de Santa Clara. Fue en ese momento cuando, acuciadas por las necesidades económicas, las clarisas se desprendieron del ala oeste del monasterio; zona actualmente recuperada como Centro Socio-Cultural de CajaMurcia.
Durante la Guerra Civil se vivió la exclaustración del inmueble y su conversión en cuartel de tropas. Finalizada ésta, las tropas franquistas pasaron a habilitarlo como campo de concentración de prisioneros N° 3 de Murcia. Operó entre abril y noviembre de 1939.
Una vez que las monjas regresaron, en los años 60 decidieron el alquiler del ala sur que supuso la destrucción de esa zona para la construcción de un garaje.
A partir de 1980 las obras de restauración del monasterio se hicieron más importantes. En 1981 fue declarado Bien de Interés Cultural.
En 1995 se levantó una nueva residencia para las monjas en el ala sur, lo que permitió la reconstrucción de los alzados del palacio islámico en el ala norte y la recuperación del antiguo patio. Fue entonces cuando se sacaron a la luz los restos tanto del palacio hudí como del mardanisí que pueden visitarse junto con la colección de arqueología islámica del Museo Arqueológico de Murcia, otra de arte sacro proveniente del monasterio, además de la parte interior del claustro y el coro alto, a través del denominado Museo de Santa Clara.

## Arquitectura

### Palacios árabes

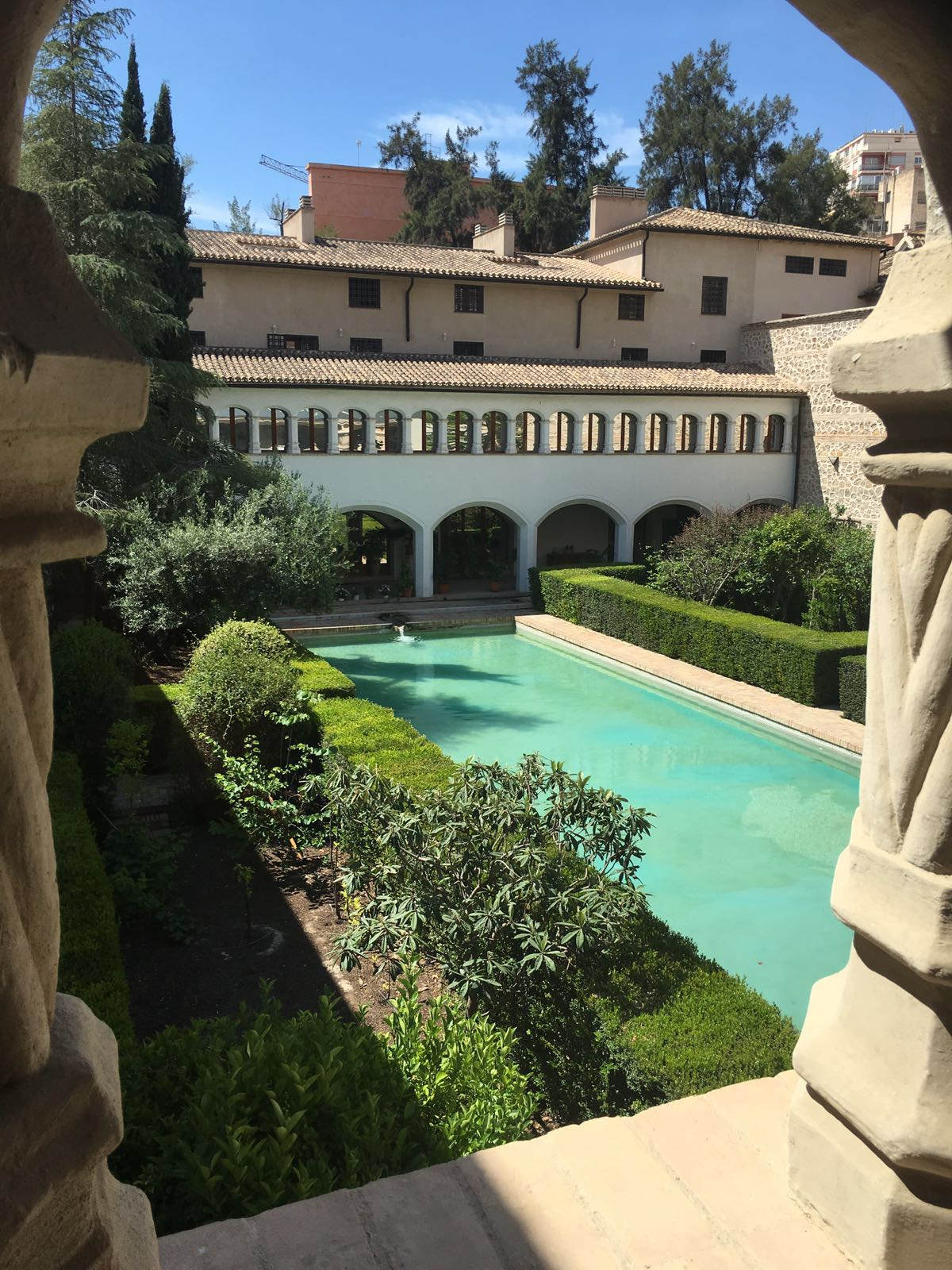
Patio con la alberca y los jardines del Alcázar Menor y las arcadas superpuestas del claustro del monasterio.

Dentro de la arquitectura árabe, los restos conservados en Santa Clara tienen un gran interés para los especialistas en el arte, la arquitectura y la arqueología de la península ibérica en época musulmana.
A su monumentalidad se añade su carácter singular. Hoy en día, el Alcázar Menor de la etapa hudí (1228-1243) es el mejor exponente de un período de transición entre el arte almohade y el nazarí. Ello se aprecia en la decoración de sus arcos, así como también en el diseño novedoso del patio que mantiene los dos paseadores en cruz y los cuatro arriates (documentados también en el palacio mardanisí del siglo XII y característicos de la arquitectura almorávide y almohade). A ello se añade una gran alberca central, claro precedente de los palacios nazaríes. Hasta ahora es el único palacio con este diseño conocido en todo el territorio peninsular, diseño que más tarde vuelve a aparecer en el Palacio Al-Badí (Marraquech) ya en el siglo XVII.
En Santa Clara se han recuperado los siguientes espacios:
Del palacio hudí o Alcázar Menor (siglo XIII):
- Alberca y patio del palacio: El claustro del monasterio recrea parcialmente la disposición original que tuvo el gran espacio abierto del palacio hudí en su fase de mayor apogeo: una gran alberca longitudinal, de 27,5m x 7,50m en el eje norte-sur, que se encontraba aterrada tras la conversión del edificio en Monasterio y que se descubrió prácticamente intacta tras las excavaciones arqueológicas, y cuatro frondosos arriates rectangulares. Un novedoso diseño proporcionado por la Murcia andalusí que supone la transición entre los famosos jardines de crucero difundidos durante los siglos XII y XIII por los imperios almorávide y almohade (como se da en el Castillejo de Monteagudo o en el palacio mardanisí anterior), y los característicos patios de la arquitectura granadina del siglo XIV. La vegetación plantada en los arriates reproduce en parte la flora original gracias a estudios palinológicos (palmeras, ciruelos, cítricos, etc.).

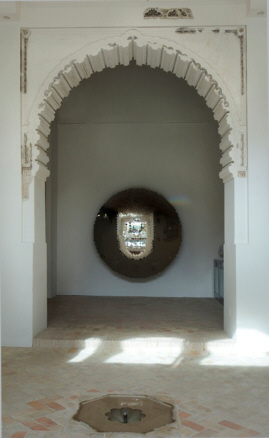
Portada del salón norte del Alcázar Menor

- Pórtico del palacio: A la alberca y jardines del palacio precede un alargado pórtico compuesto por tres arcos festoneados, con pequeñas alhanías sobreelevadas en sus costados. En el centro se ubica una fuente que recupera la original que debió de estar conectada con la alberca.

- Salón del palacio: Tras el pórtico del palacio hudí se sitúa la elegante portada del salón del palacio que conserva yeserías originales. El salón cuenta con amplias alhanías sobreelevadas en sus extremos. Estas se encuentran enmarcadas por esbeltos arcos angrelados policromados apeados en semicolumnas con capiteles de hojas de acanto y recuadrados por alfiz con epígrafe cursivo. Los lóbulos están recorridos por molduras en nacela con ornamentación epigráfica sobre fondo rojo y azul. Previsiblemente, en estos amplios salones "del trono" tenían lugar las audiencias, recepción de embajadas y administración de justicia.

Del palacio mardanisí o Dar As Sugra (siglo XII):
- Patio de crucero: La excavación en profundidad del suelo del salón septentrional del palacio del siglo XIII dio como fruto el hallazgo de los restos de un gran patio de crucero del siglo XII perteneciente al conjunto áulico que reformó o construyó Ibn Mardanis (similar al Castillejo de Monteagudo), caracterizado por andenes y plataformas soladas de ladrillo que delimitan jardines de escaso fondo, canales cortados en cruz y una qubba o pabellón en la intersección de los brazos. De aquí proceden algunas de las yeserías talladas policromadas de progenie almorávide y mardanisí, como La Flautista.

### Monasterio Santa Clara la Real

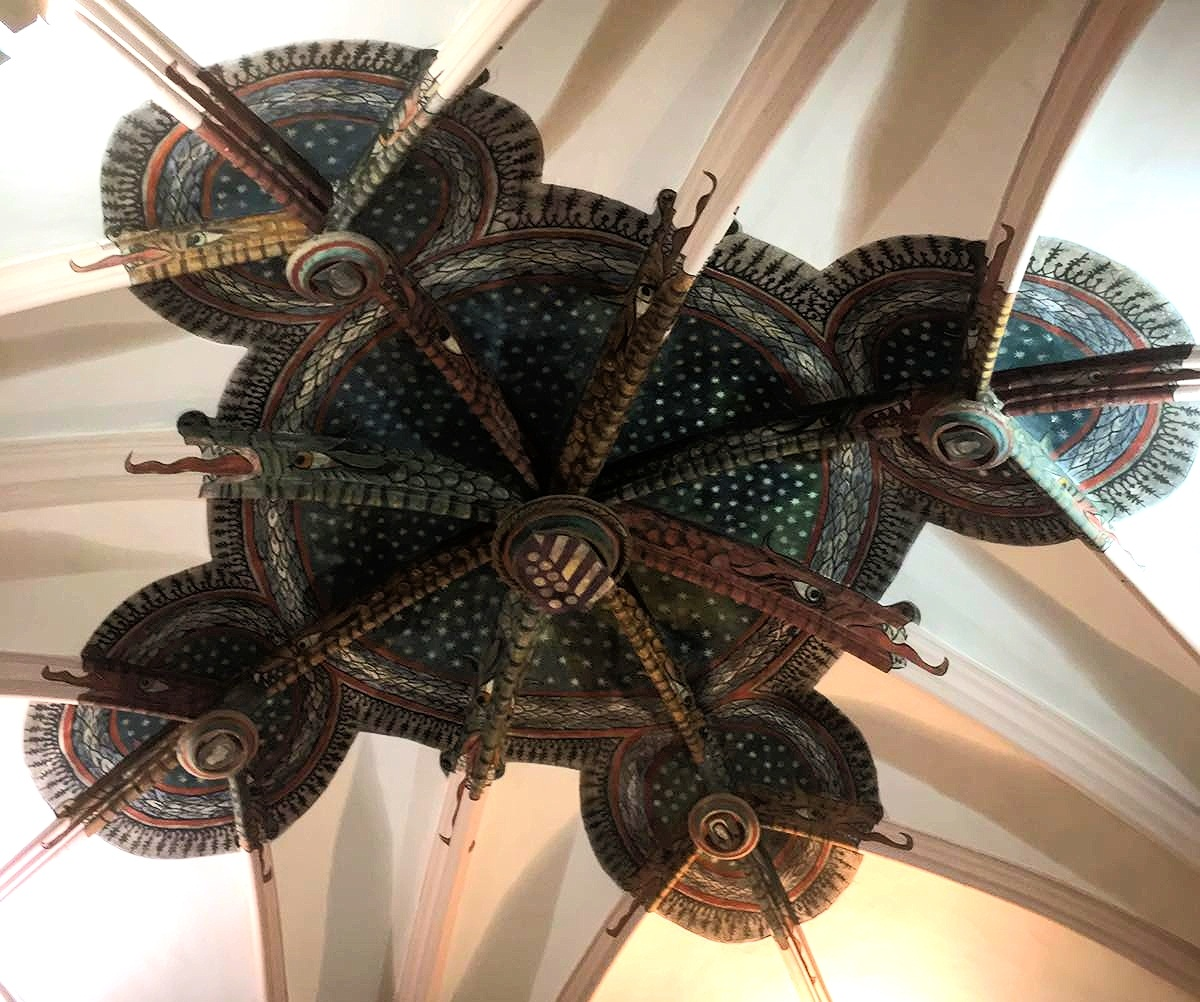
La cúpula de los dragones en el presbiterio de la iglesia del monasterio. Data del, es de estilo gótico final.

Dentro ya de la arquitectura conventual, durante el reinado de los Reyes Católicos, gracias al decidido apoyo mostrado por la reina Isabel y sobre todo a la aportación de cuantiosas dotes por parte de algunas religiosas pertenecientes a poderosas familias del reino (los Pacheco o los Fajardo), se construyó una doble e irregular arquería gótica compuesta por arcos de torso rebajado, en planta baja, y arquillos mixtilíneos en la superior, adosándola a las crujías y fachadas del pórtico islámico hasta dotar finalmente a la residencia de la imagen característica de un monasterio.
La primitiva iglesia del monasterio también databa de esta época, sin embargo lo único que se conserva de la misma tras la edificación de la nueva en los siglos XVII-XVIII es el presbiterio o coro alto, una sala cuadrangular con bóveda estrellada típica del gótico, existiendo claves colgantes en cada una de las uniones de los nervios. Las pinturas que decoran la bóveda y sus nervaduras, probablemente de principios de siglo XVI, conservan elementos góticos, representando al ejército espiritual luchando contra las tinieblas con espectaculares dragones con ojos y fauces abiertas.
La iglesia actual del monasterio, con la conocida fachada de celosías que es imagen exterior del monumento, data del siglo XVII, en cuanto a su estructura y arquitectura (debida a Melchor de Luzón), y del XVIII en cuanto a su decoración interior. La fachada tiene dos niveles, el primero, de igual altura que las naves de la iglesia, muy sencillo, y el segundo compuesto por dos torres con celosías.
En su interior destacan las yeserías rococó que decoran el templo y el interior de la cúpula del crucero.

## Patrimonio

### Museo de Santa Clara
Cuenta con dos secciones:
- Sección de Arte y Arqueología Andalusí

Situada en el salón norte del palacio hudí. En ella se exponen interesantes restos arquitectónicos (maderas talladas y decoradas, zócalos con interesante labor de ataurique, yeserías talladas y pintadas, los restos de una cubierta de mocárabes...), todos ellos provenientes de las actuaciones de restauración y excavación llevadas a cabo en Santa Clara y cuyo origen estaría en los alcázares de Ibn Mardanis, que por sí solos justifican la creación de un museo monográfico en parte del monasterio-palacio. 
A estos restos procedentes de los conjuntos aúlicos se suma una magnífica colección de piezas que configuran la Sección Islámica del Museo Arqueológico de Murcia, destacando los excelentes tesoros aúreos de la plaza Yesqueros y de la calle Jabonerías de Murcia, el de La Pita de Alhama de Murcia, o el tesoro de dirhams procedente de Cehegín. También son reseñables en la colección otras piezas y ajuares islámicos de carácter suntuoso.
Una de las piezas más importantes de esta sección del Museo es la decoración en yeso y madera que engalanaba las estancias palatinas del mencionado palacio mardanisí del siglo XII, destacando el arrocabe y los canecillos tallados, los austeros frisos de lacería, las adarajas de mocárabes que contienen escenas figuradas como la imagen de la famosa flautista (que representa a una mujer tocando el mizmar), al igual que los espectaculares zócalos pintados. De esta época también se exponen las delicadas dovelas epigráficas provenientes de otro palacio de época mardanisí como el Castillejo de Monteagudo.
- Tiempos de Silencio

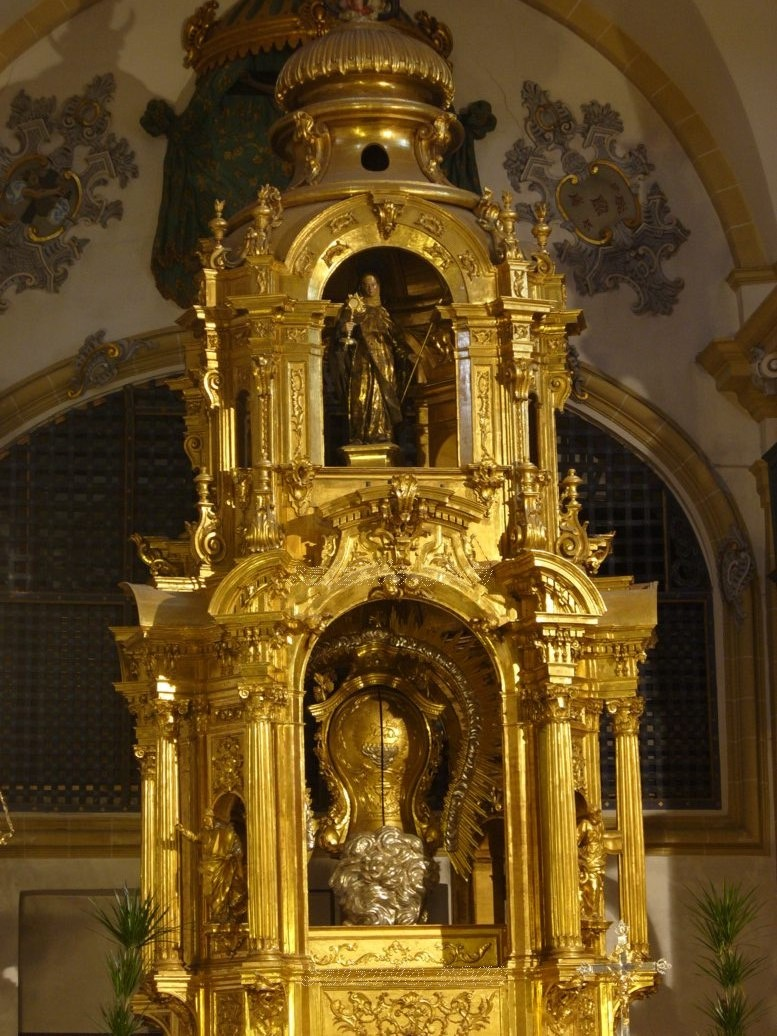
Tabernáculo barroco de la Iglesia del Monasterio, de José Ganga Ripoll y Francisco Salzillo (1755).

Con este nombre se abre la sección de arte sacro preveniente del monasterio, situada en el ala oriental y coro alto del convento. A estas salas se asoman algunas obras de arte promovidas por el mecenazgo cenobial. Esculturas, pinturas, documentos, piezas suntuarias, etc. destacando entre ellas el retablo de Santa Clara, obra del siglo XVI de Jerónimo Ballesteros, el retablo de San Juan Evangelista atribuido a Andrés de Llanos y la predella de la Última Cena de la misma época que el anterior. También se exponen obras escultóricas de Diego de Mora, Francisco Salzillo, Roque López, cuadros de Senén Vila, etc. Destaca la imagen del Cristo de las Isabelas, también llamado de la Buena Muerte, obra maestra de Salzillo de 1770.

### Iglesia de Santa Clara
Independiente de la visita al Museo, el barroco templo conventual dispone de un rico conjunto de retablos e imágenes. Destaca principalmente el original retablo-templete o tabernáculo que preside la iglesia, de clara inspiración italiana donde las esculturas se liberan del frontalismo que un retablo adosado les habría impuesto, obra de José Ganga Ripoll y Francisco Salzillo (1755), autores igualmente del retablo mayor del cercano Convento de Santa Ana.
Del mismo Salzillo destaca la Inmaculada Concepción (1730) en donde llama la atención su disposición ascendente, y el grupo de San José y el Niño (1733-1735), pertenecientes a su primera etapa donde ya se aprecian las características posteriores de la obra salzillesca: importancia de la policromía, tamaño pequeño de las figuras, riqueza de los oros, etc. El retablo barroco donde se localiza esta obra es del tipo de los que se producen en el primer cuarto del XVIII, caracterizado por el predominio de lo decorativo.
Del templo conventual también hay que destacar la cuidada decoración del interior de la cúpula del crucero, característicica del barroco-rococó.

## Horario del Museo
- Martes a sábado: Mañanas de 10:00 a 13:00 y Tardes 16:00 a 18:30 (del 1 julio al 31 agosto de 17:00 a 19:30).
- Domingos: 10:00 a 13:00.
- Lunes cerrado.